# Ashlynn Yennie
Ashlynn Yennie (Riverton, Wyoming, 15 de mayo de 1985) es una actriz estadounidense. Es conocida por su papel en la película de terror de 2009 The Human Centipede (First Sequence) y su secuela de 2011. En 2016, Yennie interpretó a Ashley en la miniserie de televisión de Showtime, Submission.

## Carrera
El primer papel importante de Yennie en un largometraje fue como Jenny en la película de terror de 2009, The Human Centipede (First Sequence). Ella apareció como ella misma en la secuela, The Human Centipede 2 (Full Sequence). También ha aparecido en varios programas de televisión, incluidos papeles de estrella invitada en Undateable y NCIS. También ha aparecido en películas como Fractured, The Scribbler, The Divorce Party, The Ghost and the Whale y Fear, Inc.

## Filmografía

### Películas
| año  | Título                                 | Papel             | Notes                  |
| ---- | -------------------------------------- | ----------------- | ---------------------- |
| 2008 | Absent Father                          | Raven (voz)       |                        |
| 2009 | The Human Centipede (First Sequence)   | Jenny             |                        |
| 2011 | The Human Centipede 2 (Full Sequence)  | Ella misma        |                        |
| 2012 | American Maniacs                       | Starlene Arbuckle | [ 4 ]                  |
| 2013 | Fractured                              | Brandy            |                        |
| 2013 | The Wretched Prologue                  | Claudia Valerus   | Cortometraje           |
| 2013 | The Newest Testament                   | Rachel            | Cortometraje           |
| 2014 | Fear, Inc.                             | Lindsey Foster    | Cortometraje           |
| 2014 | The Scribbler                          | Emily             |                        |
| 2014 | The Divorce Party                      | Leena             | [ 5 ]                  |
| 2014 | Market Hours                           | Starlet           | Cortometraje           |
| 2014 | He'll Go to Juilliard                  | Lilly             | Cortometraje           |
| 2014 | Last Night                             | Penny             | Cortometraje           |
| 2014 | No Witnesses                           | Nicole            | Cortometraje           |
| 2015 | L.A. Slasher                           | Reina gritando    |                        |
| 2016 | Fear, Inc.                             | Trisha Harrison   |                        |
| 2017 | The Ghost and the Whale                | Anne              |                        |
| 2017 | The Wrong Neighbor                     | Jamie             | Película de televisión |
| 2017 | The Thing in the Apartment: Chapter II | Leah              | Cortometraje           |
| 2018 | Buried Secrets                         | Jordyn            | Película de televisión |
| 2019 | The Wrong Mommy                        | Phoebe            | Película de televisión |
| 2019 | The Springfield Three                  | Suzanne           | Cortometraje           |
| 2020 | Faith Based                            | Ashlynn           |                        |
| 2020 | Variant                                | Aria              |                        |
| 2020 | Killer Cheerleader                     | Cassandra Tuxford | Película de televisión |
| 2021 | Burning Lies                           | Gwen              | Película de televisión |
| 2021 | Antidote                               | Sharyn            |                        |
| 2021 | Heart of the Manor                     | Lisa Bentron      | Película de televisión |
| 2021 | Deadly Due Date                        | Rachel O'Donnell  | Película de televisión |
| 2022 | Bound by Blackmail                     | Phyllis Whitlock  | Película de televisión |
| 2022 | The Recipe                             | La esposa         | Cortometraje           |

### Televisión
| Año  | Título     | Papel            | Notas             |
| ---- | ---------- | ---------------- | ----------------- |
| 2014 | Undateable | Jane             | Piloto            |
| 2015 | NCIS       | Hija             | 1 episodio        |
| 2016 | Submission | Ashley Pendleton | Reparto principal |

### Documental
| Año  | Título                                          |
| ---- | ----------------------------------------------- |
| 2010 | Chiller 13: The Decade's Scariest Movie Moments |